# Alfonso Dulanto Corzo
Alfonso Dulanto (Lima, 22 de julio de 1969) es un exfutbolista peruano. Se desempeñaba en la posición de defensa. Actualmente tiene 56 años. Además, es padre de Gustavo Dulanto quien es futbolista y también juega en la posición de defensa.
Tiene un gran parecido físico con los exfutbolistas Óscar Ibáñez y Edson Domínguez, quienes fueron sus compañeros en Universitario en 1999.

## Selección nacional
Fue internacional con la selección de fútbol del Perú en 25 ocasiones. Debutó en la selección el 5 de mayo de 1994, en un encuentro amistoso ante la Selección de Honduras.

### Participaciones en Copa América
| Copa                | Sede                | Resultado           | Partidos |
| ------------------- | ------------------- | ------------------- | -------- |
| Copa América 1995   | Uruguay             | Primera fase        | 1        |
| Copa América 1997   | Bolivia             | Cuarto lugar        | 3        |
| Total de su carrera | Total de su carrera | Total de su carrera | 4        |

## Clubes
| Club                             | País   | Año       |
| -------------------------------- | ------ | --------- |
| Enrique Lau Chun                 | Perú   | 1989-1990 |
| Juventud La Palma                | Perú   | 1990      |
| Hijos de Yurimaguas              | Perú   | 1991      |
| Universitario                    | Perú   | 1992-1995 |
| Mérida                           | España | 1995-1996 |
| Universidad Nacional             | México | 1996      |
| PAOK de Salónica                 | Grecia | 1997      |
| APOEL Nicosia                    | Chipre | 1997-1998 |
| Deportivo Municipal              | Perú   | 1998      |
| Universitario                    | Perú   | 1999      |
| Melgar                           | Perú   | 2000-2001 |
| Estudiantes de Medicina          | Perú   | 2002      |
| Melgar                           | Perú   | 2002-2003 |
| Universidad San Martín de Porres | Perú   | 2004-2005 |

## Palmarés

### Campeonatos nacionales
| Título                    | Club          | País | Año  |
| ------------------------- | ------------- | ---- | ---- |
| Primera División del Perú | Universitario | Perú | 1992 |
| Primera División del Perú | Universitario | Perú | 1993 |
| Primera División del Perú | Universitario | Perú | 1999 |